# Gora Stepanova
Gora Stepanova är ett berg i Antarktis. Det ligger i Östantarktis. Australien gör anspråk på området. Toppen på Gora Stepanova är 1 145 meter över havet.
Terrängen runt Gora Stepanova är lite kuperad.  Trakten är obefolkad. Det finns inga samhällen i närheten.